# Leptolalax pluvialis
Leptolalax pluvialis är en groddjursart som beskrevs av Ohler, Marquis, Swan och Stéphane Grosjean 2000. Leptolalax pluvialis ingår i släktet Leptolalax och familjen Megophryidae. IUCN kategoriserar arten globalt som otillräckligt studerad. Inga underarter finns listade i Catalogue of Life.